# Liste der niederländischen Abgeordneten zum EU-Parlament (2004–2009)
Die Liste der niederländischen Abgeordneten zum EU-Parlament (2004–2009) listet alle niederländischen Mitglieder des 6. Europäischen Parlaments nach der Europawahl in den Niederlanden 2004.

## Mandatsstärke der Parteien
- GUE/NGL: 2
- SPE: 7
- G/EFA: 4
- ALDE: 5
- EVP-ED: 7
- I/D: 2

| Nationale Partei                              | Mandate | Fraktion                                                                                      |
| --------------------------------------------- | ------- | --------------------------------------------------------------------------------------------- |
| Christen-Democratisch Appèl (CDA)             | 7       | Fraktion der Europäischen Volkspartei und europäischer Demokraten (EVP-ED)                    |
| Partij van de Arbeid (PvdA)                   | 7       | Sozialdemokratische Fraktion im Europäischen Parlament (SPE)                                  |
| Volkspartij voor Vrijheid en Democratie (VVD) | 4       | Fraktion der Allianz der Liberalen und Demokraten für Europa (ALDE)                           |
| Democraten 66 (D66)                           | 1       | Fraktion der Allianz der Liberalen und Demokraten für Europa (ALDE)                           |
| GroenLinks (GL)                               | 2       | Die Grünen/Europäische Freie Allianz (G/EFA)                                                  |
| Europa Transparant (ET)                       | 2       | Die Grünen/Europäische Freie Allianz (G/EFA)                                                  |
| Socialistische Partij (SP)                    | 2       | Konföderale Fraktion der Vereinten Europäischen Linken/ 000Nordischen Grünen Linken (GUE/NGL) |
| ChristenUnie (CU)                             | 2       | Fraktion Unabhängigkeit/Demokratie (I/D)                                                      |
| Gesamt                                        | 27      |                                                                                               |

## Abgeordnete
| Bild | MEP                        | von           | bis           | Partei | Fraktion | Anmerkungen |
| ---- | -------------------------- | ------------- | ------------- | ------ | -------- | ----------- |
|      | Bastiaan Belder            | 20. Juli 2004 | 13. Juli 2009 | CU     | I/D      |             |
|      | Max van den Berg           | 20. Juli 2004 | 13. Juli 2009 | PvdA   | SPE      |             |
|      | Thijs Berman               | 20. Juli 2004 | 13. Juli 2009 | PvdA   | SPE      |             |
|      | Hans Blokland              | 20. Juli 2004 | 13. Juli 2009 | CU     | I/D      |             |
|      | Emine Bozkurt              | 20. Juli 2004 | 13. Juli 2009 | PvdA   | SPE      |             |
|      | Paul van Buitenen          | 20. Juli 2004 | 13. Juli 2009 | ET     | G/EFA    |             |
|      | Kathalijne Maria Buitenweg | 20. Juli 2004 | 13. Juli 2009 | GL     | G/EFA    |             |
|      | Ieke van den Burg          | 20. Juli 2004 | 13. Juli 2009 | PvdA   | SPE      |             |
|      | Dorette Corbey             | 20. Juli 2004 | 13. Juli 2009 | PvdA   | SPE      |             |
|      | Bert Doorn                 | 20. Juli 2004 | 13. Juli 2009 | CDA    | EVP-ED   |             |
|      | Camiel Eurlings            | 20. Juli 2004 | 13. Juli 2009 | CDA    | EVP-ED   |             |
|      | Elly de Groen-Kouwenhoven  | 20. Juli 2004 | 13. Juli 2009 | ET     | G/EFA    |             |
|      | Jeanine Hennis-Plasschaert | 20. Juli 2004 | 13. Juli 2009 | VVD    | ALDE     |             |
|      | Joost Lagendijk            | 20. Juli 2004 | 13. Juli 2009 | GL     | G/EFA    |             |
|      | Kartika Liotard            | 20. Juli 2004 | 13. Juli 2009 | SP     | GUE/NGL  |             |
|      | Albert Jan Maat            | 20. Juli 2004 | 13. Juli 2009 | CDA    | EVP-ED   |             |
|      | Jules Maaten               | 20. Juli 2004 | 13. Juli 2009 | VVD    | ALDE     |             |
|      | Toine Manders              | 20. Juli 2004 | 13. Juli 2009 | VVD    | ALDE     |             |
|      | Maria Martens              | 20. Juli 2004 | 13. Juli 2009 | CDA    | EVP-ED   |             |
|      | Edith Mastenbroek          | 20. Juli 2004 | 13. Juli 2009 | PvdA   | SPE      |             |
|      | Erik Meijer                | 20. Juli 2004 | 13. Juli 2009 | SP     | GUE/NGL  |             |
|      | Jan Mulder                 | 20. Juli 2004 | 13. Juli 2009 | VVD    | ALDE     |             |
|      | Lambert van Nistelrooij    | 20. Juli 2004 | 13. Juli 2009 | CDA    | EVP-ED   |             |
|      | Ria Oomen-Ruijten          | 20. Juli 2004 | 13. Juli 2009 | CDA    | EVP-ED   |             |
|      | Sophie in ’t Veld          | 20. Juli 2004 | 13. Juli 2009 | D66    | ALDE     |             |
|      | Jan Marinus Wiersma        | 20. Juli 2004 | 13. Juli 2009 | PvdA   | SPE      |             |
|      | Corien Wortmann            | 20. Juli 2004 | 13. Juli 2009 | CDA    | EVP-ED   |             |